# Fazenda Nova (Brejo da Madre de Deus)

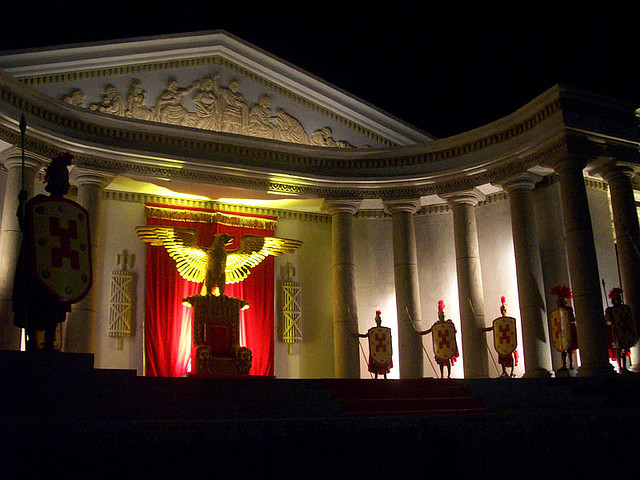
Fórum de Pilatos, um dos palcos do Teatro de Nova Jerusalém.

Fazenda Nova é um distrito do município brasileiro de Brejo da Madre de Deus, no estado de Pernambuco.
Conta com uma população de 6.318 habitantes. Situa-se na região limítrofe com o município de Caruaru. Nele está localizado o teatro de Nova Jerusalém, considerado o maior teatro a céu aberto do mundo e onde se realiza anualmente uma popular encenação da Paixão de Cristo. Neste mesmo distrito, fica o Parque das Esculturas Monumentais.